# Erasmus Grasser

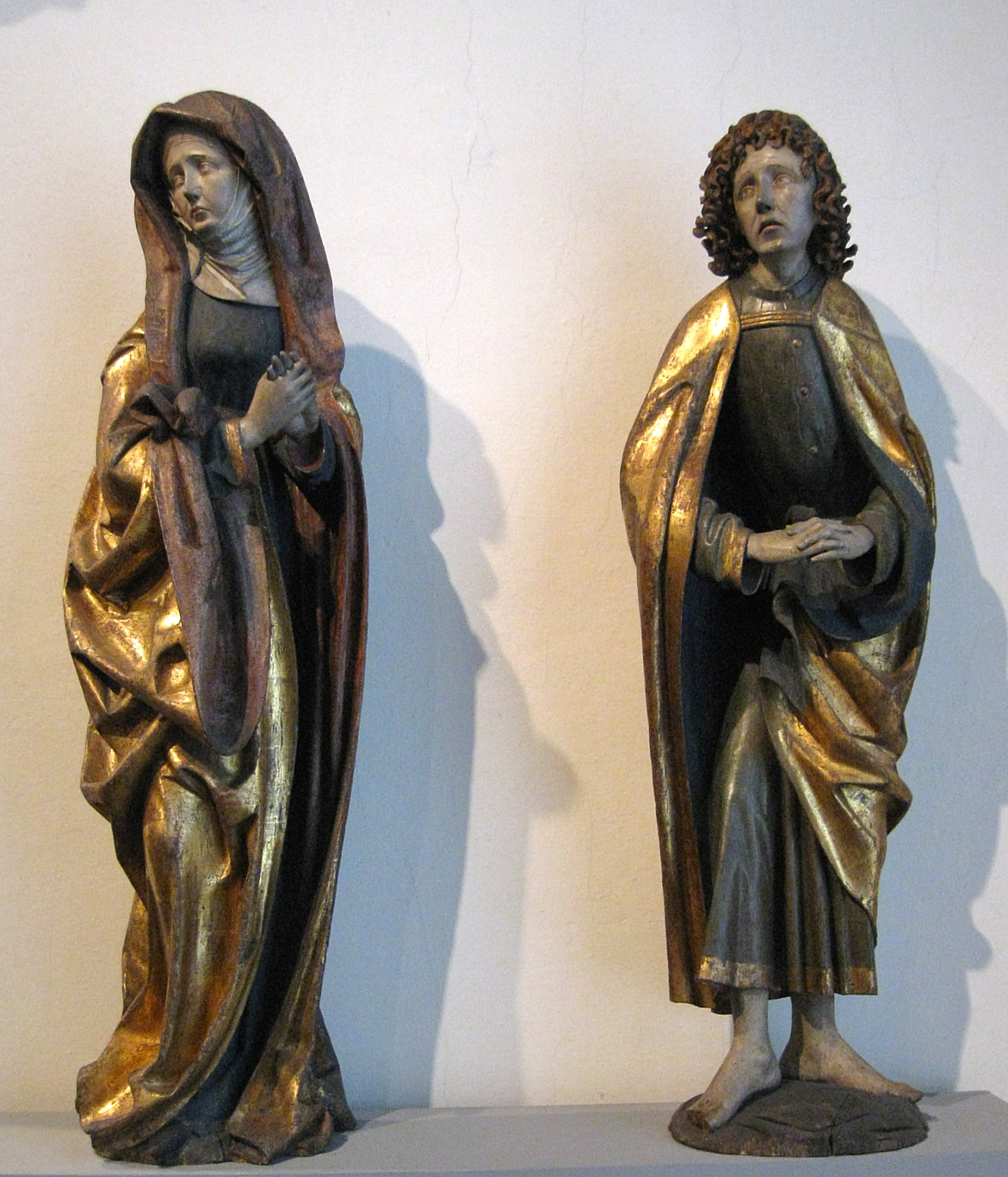
Maria und Johannes, um 1480, Lindenholz mit Farbfassung und Vergoldung, aus der Kirche in Pipping, Bayerisches Nationalmuseum in München

Erasmus Grasser (* um 1450 in Schmidmühlen (Oberpfalz); † 1518 in München) war ein deutscher Bildhauer und Baumeister.

## Leben
Grasser kam um 1472 nach Abschluss seiner Wanderjahre nach München. Die Zunft der Maler, Schnitzer, Seidennäher und Glaser wehrte sich gegen die Aufnahme, Grasser sei ein „vnfridlicher, verworner und arcklistiger Knecht“ („unfriedlicher, verworrener und arglistiger Knecht“). Um 1477 heiratete er die aus dem niedrigen Landadel stammende Dorothea Kaltenprunner.
Bereits 1480 wurde er – wohl auch dank seiner großen Meisterschaft – einstimmig zum Vorsteher der Malerzunft gewählt, der auch die Schnitzer angehörten.
Neben seinem bildhauerischen Können bewies er auch technisches Geschick, er war Sachverständiger für Wasserbau der Stadt München und erhielt 1507 von Herzog Albrecht IV. den Auftrag zur Sanierung der Saline in Reichenhall.
1508 versteuerte Grasser als reichster Künstler Münchens ein hohes Einkommen und gilt – wohl auch auf Grund seiner Heirat – als einer der wohlhabendsten Bürger Münchens. Er besaß ein Haus in der vorderen Schwabinger Gasse (das heutige Zechbauer-Haus Eckhaus Residenzstraße / Perusastraße).
Grasser ist der Namenspatron des Münchner Erasmus-Grasser-Gymnasiums und der Schmidmühlener Erasmus-Grasser-Volksschule. Nach ihm ist auch der Erasmus-Grasser-Preis der Stadt München sowie die Erasmus-Grasser-Promenade in Bad Reichenhall benannt.
Vor dem Rathaus in Schmidmühlen befindet sich seit 1980 ein zu Ehren von Erasmus Grasser errichteter Brunnen mit einem Moriskentänzer.

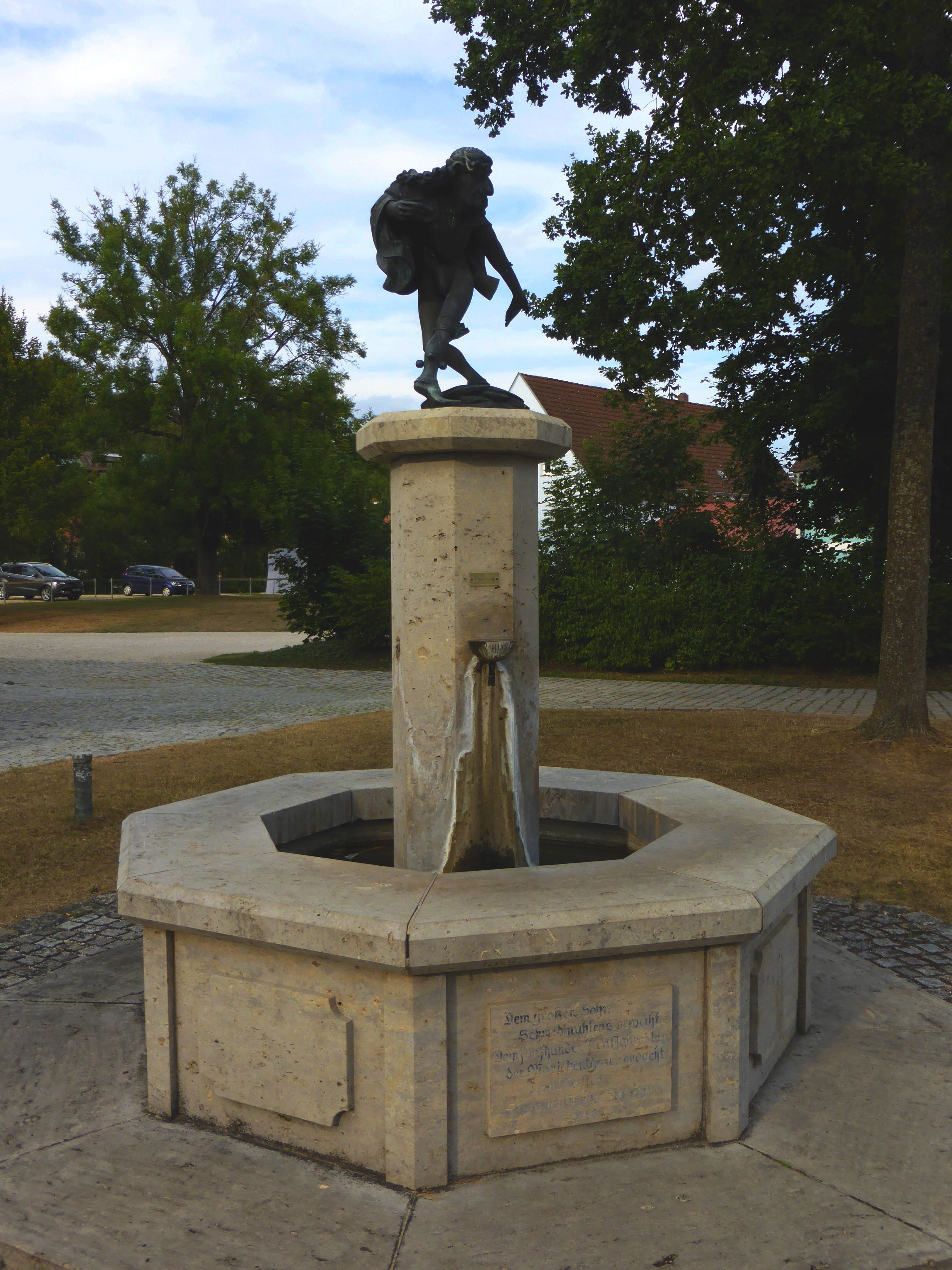
Erasmus-Grasser-Brunnen in Schmidmühlen

## Werke

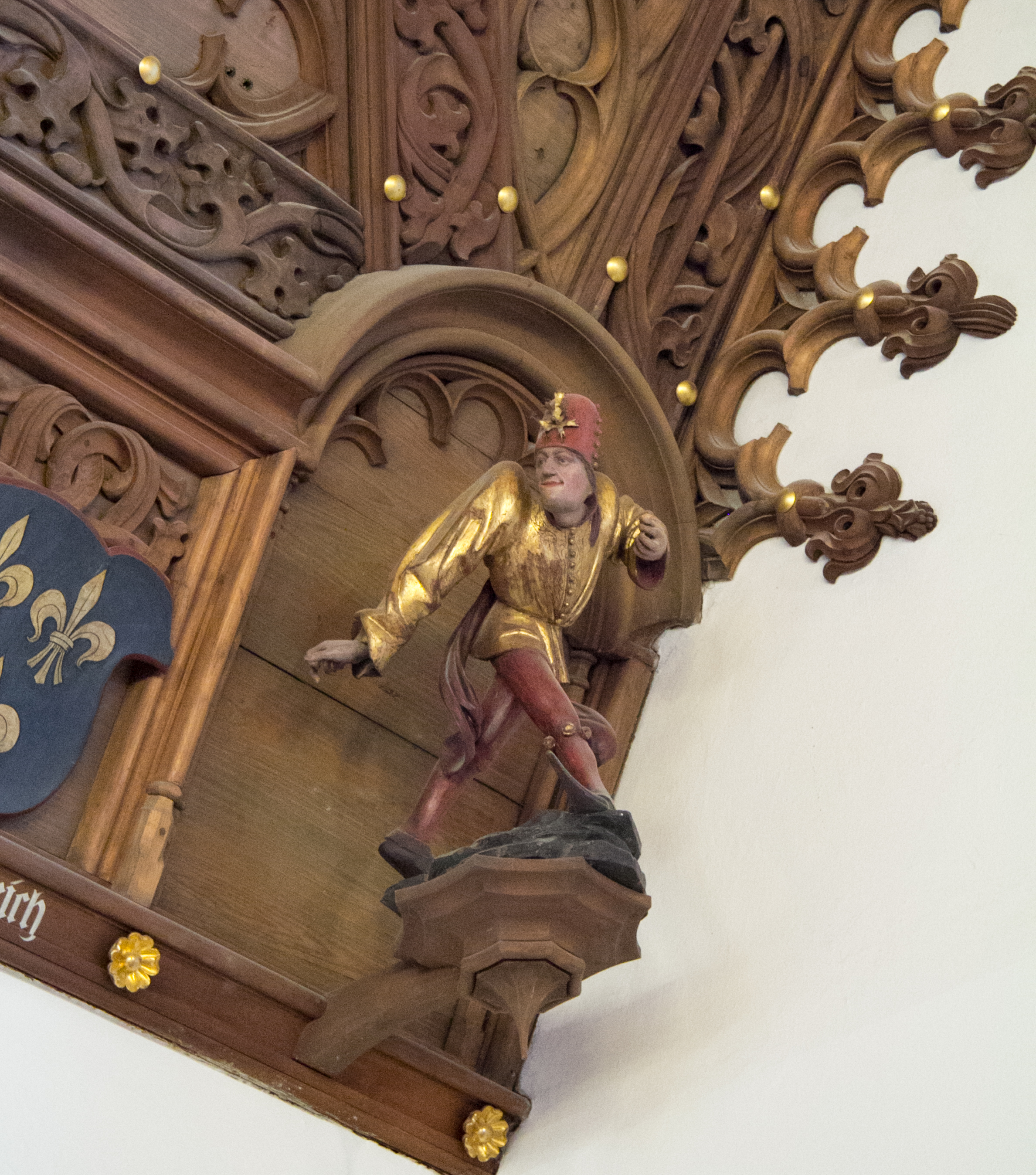
Kopie eines Moriskentänzers im Alten Rathaus in München

- Moriskentänzer, 1480, Altes Rathaus (München) (Originale heute in der Dauerausstellung des Münchner Stadtmuseums, darunter der Hochzeiterer)
- einige Apostel und Heilige darstellende Büsten und Figuren aus dem in seiner Ganzheit verlorenen ehemaligen gotischen Chorgestühl in der Frauenkirche, München
- Denkmal für Dekan Ulrich Aresinger, 1482, Marmor, Peterskirche, München
- Marienbild auf dem Nordaltar in der Klosterkirche Mariä Geburt, Rottenbuch
- Weitere Werke in Freising und Reichersdorf
- Erasmus Grasser war ab 1481 Baumeister der Klosteranlage Mariaberg in Rorschach am Bodensee
- Pläne für die Erweiterung der Pfarrkirche Maria Himmelfahrt in Schwaz, Tirol.[4]
- Quellfassung Saline Reichenhall (1507), Kettengeschöpf für die Sole, Bau Brunnenhaus